# Onthophagus africanus
Onthophagus africanus är en skalbaggsart som beskrevs av Lansberge 1886. Onthophagus africanus ingår i släktet Onthophagus och familjen bladhorningar. Inga underarter finns listade i Catalogue of Life.